# Дибернардо, Анджело
Анджело Дибернардо (англ. Angelo DiBernardo; род. 16 мая 1956, Буэнос-Айрес) — американский футболист, выступавший на позиции атакующего полузащитника.

## Биография

### Ранние годы и начало карьеры
Семья Дибернардо переехала из Аргентины в США, где обосновалась в пригороде Чикаго — Стикни, когда ему было 16 лет.
Дибернардо обучался в Индианском университете в Блумингтоне, где играл за университетскую футбольную команду в течение трёх сезонов — с 1976 по 1978. Помог «Индиана Хузиерс» дважды дойти до финала чемпионата Национальной ассоциации студенческого спорта — в сезонах 1976 и 1978. Был включён в первую всеамериканскую символическую сборную в сезонах 1977 и 1978. Был включён в символическую сборную среднезападного региона в сезонах 1976, 1977 и 1978. Удостоился «Херманн Трофи», награды лучшему игроку студенческого футбола США, в 1978 году. Закончил студенческую карьеру с 54 голами и 17 голевыми передачами. В 1991 году Индианский университет включил Дибернардо в свой Зал спортивной славы.
В 2000 году журнал Soccer America включил Дибернардо в символическую сборную студенческого футбола XX века.

### Клубная карьера
На драфте Североамериканской футбольной лиги 1979 Дибернардо был выбран в первом раунде под пятым номером командой «Лос-Анджелес Ацтекс». Провёл в команде один сезон.
5 декабря 1979 года Ларри Халсер и Анджело Дибернардо были обменяны в «Нью-Йорк Космос» на Гари Этерингтона, Сантьяго Формосо и пик первого раунда предстоящего драфта. В сезоне 1980 он играл по любительскому контракту, профессиональный контракт подписал в апреле 1981 года. В начале сезона 1981 получил повреждение подколенного сухожилия, из-за чего пропустил десять матчей. 2 сентября 1981 года в матче плей-офф против «Тампа-Бэй Раудис» порвал связки правого колена, вследствие чего почти полностью пропустил сезон 1982, сыграв только в одном матче. В апреле 1983 года отказался от предложения выступать за команду «Тим Америка», куда были собраны игроки сборной США. 15 ноября 1983 года подписал новый контракт с «Космосом». Также выступал за шоубольный состав «Космоса». 23 мая 1984 года Дибернардо был помещён в список отказов, после того как не согласился пойти на сокращение заработной платы, составлявшей примерно $85 тыс. за год, на 20 %, но 5 июля 1984 года он примирился с «Космосом», подписав новый контракт до апреля 1985 года.
В 1985 году присоединился к команде MISL «Канзас-Сити Кометс».
В 1986 году перешёл в «Сент-Луис Стимерс».
В 1987 году Анджело Дибернардо завершил игровую карьеру.

### Международная карьера
За сборную США Дибернардо дебютировал 3 февраля 1979 года в неофициальном товарищеском матче со сборной СССР. 26 октября 1979 года в товарищеском матче со сборной Венгрии забил свой первый гол за сборную США. Всего за сборную в 1979—1985 годах сыграл 20 матчей и забил в них три мяча. Принимал участие в летних Олимпийских играх 1984.
| Статистика | Статистика       | Статистика                                                   | Статистика                       | Статистика | Статистика | Статистика                                  |
| №          | Дата             | Место проведения                                             | Соперник                         | Счёт       | Голы       | Соревнование                                |
| ---------- | ---------------- | ------------------------------------------------------------ | -------------------------------- | ---------- | ---------- | ------------------------------------------- |
| 1          | 3 февраля 1979   | Сиэтл, США                                                   | СССР                             | 1:3        | —          | Неофициальный товарищеский матч             |
| 2          | 11 февраля 1979  | «Кэндлстик Парк», Сан-Франциско, США                         | СССР                             | 1:4        | —          | Неофициальный товарищеский матч             |
| 3          | 2 мая 1979       | «Джайентс Стэдиум», Ист-Ратерфорд, США                       | Франция                          | 0:6        | —          | Товарищеский матч                           |
| 4          | 7 октября 1979   | Национальный стадион, Гамильтон, Бермудские Острова          | Бермудские Острова               | 3:1        | —          | Товарищеский матч                           |
| 5          | 10 октября 1979  | «Парк де Пренс», Париж, Франция                              | Франция                          | 0:3        | —          | Товарищеский матч                           |
| 6          | 26 октября 1979  | Будапешт, Венгрия                                            | Венгрия                          | 2:0        | 1          | Товарищеский матч                           |
| 7          | 29 октября 1979  | «Далимаунт Парк», Дублин, Ирландия                           | Ирландия                         | 2:3        | 1          | Товарищеский матч                           |
| 8          | 25 октября 1980  | «Локхарт Стэдиум», Форт-Лодердейл, США                       | Канада                           | 0:0        | —          | Квалификация чемпионата наций КОНКАКАФ 1981 |
| 9          | 1 ноября 1980    | «Эмпайр Стэдиум», Ванкувер, Канада                           | Канада                           | 1:2        | —          | Квалификация чемпионата наций КОНКАКАФ 1981 |
| 10         | 9 ноября 1980    | «Ацтека», Мехико, Мексика                                    | Мексика                          | 1:5        | —          | Квалификация чемпионата наций КОНКАКАФ 1981 |
| 11         | 23 ноября 1980   | «Локхарт Стэдиум», Форт-Лодердейл, США                       | Мексика                          | 2:1        | —          | Квалификация чемпионата наций КОНКАКАФ 1981 |
| 12         | 8 апреля 1983    | «Сильвио Катор», Порт-о-Пренс, Гаити                         | Республика Гаити                 | 2:0        | —          | Товарищеский матч                           |
| 13         | 30 мая 1984      | «Джайентс Стэдиум», Ист-Ратерфорд, США                       | Италия                           | 0:0        | —          | Товарищеский матч                           |
| —          | 29 июля 1984     | «Стэнфорд Стэдиум», Пало-Алто, США                           | Коста-Рика                       | 3:0        | —          | Летние Олимпийские игры 1984                |
| —          | 31 июля 1984     | «Роуз Боул», Пасадина, США                                   | Италия                           | 0:1        | —          | Летние Олимпийские игры 1984                |
| —          | 2 августа 1984   | «Стэнфорд Стэдиум», Пало-Алто, США                           | Египет                           | 1:1        | —          | Летние Олимпийские игры 1984                |
| 14         | 29 сентября 1984 | «Эргилио Хато», Виллемстад, Нидерландские Антильские острова | Нидерландские Антильские острова | 0:0        | —          | Квалификация чемпионата наций КОНКАКАФ 1985 |
| 15         | 6 октября 1984   | «Биг Арк Стэдиум», Сент-Луис, США                            | Нидерландские Антильские острова | 0:4        | 1          | Квалификация чемпионата наций КОНКАКАФ 1985 |
| 16         | 8 февраля 1985   | Тампа, США                                                   | Швейцария                        | 1:1        | —          | Товарищеский матч                           |
| 17         | 15 мая 1985      | «Биг Арк Стэдиум», Сент-Луис, США                            | Тринидад и Тобаго                | 2:1        | —          | Чемпионат наций КОНКАКАФ 1985               |
| 18         | 19 мая 1985      | «Мёрдок Стэдиум», Торранс, США                               | Тринидад и Тобаго                | 1:0        | —          | Чемпионат наций КОНКАКАФ 1985               |
| 19         | 26 мая 1985      | «Алехандро Морера Сото», Алахуэла, Коста-Рика                | Коста-Рика                       | 1:1        | —          | Чемпионат наций КОНКАКАФ 1985               |
| 20         | 31 мая 1985      | «Мёрдок Стэдиум», Торранс, США                               | Коста-Рика                       | 0:1        | —          | Чемпионат наций КОНКАКАФ 1985               |

### Постспортивная деятельность
Тренировал футбольную команду старшей школы Уобонзи Валли, там же преподавал испанский язык.
Вместе с одноклубником по юношеской команде Руди Келлером запустил футбольную академию.

### Семья
Младший брат Анджело Дибернардо — Пол, также был футболистом. Его дочь — Ванесса, также стала футболисткой.

## Достижения
Командные
 «Нью-Йорк Космос»
- Чемпион Североамериканской футбольной лиги: 1980, 1982